# 余叔韶
余叔韶（英語：Patrick Yu Shuk Siu，1922年8月22日—2019年1月12日），是香港知名大律師之一，退休后在香港大律師公會的大律師名冊上註銷認許。

## 生平
余叔韶於香港出生，籍貫廣東台山，在兄弟姐妹中排行第七，其中姊姊唐余湘畹是香港教育界人士，父親余芸是一名查學司（現稱為視學官）。余叔韶年少時就讀於香港傳統耶穌會名校香港華仁書院小學部及中學部，於1938年考取了獎學金入讀香港大學，就讀文學系。1942年，香港淪陷前夕港大頒授戰時學位。及後曾在中國抗戰軍中服務，戰後取得勝利獎學金負笈英倫，於1946年入讀牛津大學墨頓學院修讀哲學、政治學、經濟學本科學位。他在牛津學習的第二學年時，因其父親來信，慮及自身前景，便毅然改變其學習方向，改本科學習為第二本科進修，以在第二學年內完成學位，並利用三年獎學金剩下的一年參加英國的大律師資格試。他參加了林肯法律學院的大律師資格試，並且為該試有史以來第一位能夠在一年內完全考畢並通過該試所有考卷的考生，基於這一項成就，余叔韶成功遊說政府將發放給他的獎學金繼續發放一年，以協助他在英國完成大律師的實習期並取得大律師資格。
及後，余叔韶曾在新加坡工作，1951年回港，同年冬季，進入律政署檢控科任職，是香港的首位華人檢控官。次年2月23日，與馮育堅成婚。同年12月，余叔韶辭去公職，並借用御用大律師張奧偉爵士於歷山大廈五樓的大律師事務所開展其本人的大律師業務。一年多後，余叔韶搬到雪廠街九號八樓繼續執業。1960年代中，他協助香港大學成立法律學院。直至1987年，辦事處才從雪廠街搬到奔達中心，其時余叔韶已不接辦案件。1980年代，英屬香港政府曾三次邀請他出任最高法院法官（相當於終審法院設立後的高等法院法官），但余均以聘任條款有欠公平為由拒絕。
1994年，余叔韶獲香港大律師公會頒發終身會員身份。1998年，獲港大頒發名譽大學院士頭銜。此外亦是香港大學名譽法律博士。
余叔韶是香港法律界公認的業內泰斗，他曾協助香港大學創辦法律系及法律學院，其一生富有傳奇色彩。香港大律師公會前主席李柱銘讚許對方德高望重、貢獻良多，由於過去一些外籍法官對華人律師并不看重，李形容余叔韶的出色表現使當時的外籍法官對華人大律師改觀。余叔韶出版了兩本回憶錄，分別是《與法有緣》及《法訟趣聞　雪廠街九號的故事》，兩本回憶錄均以英文寫成，中文版由胡紫棠律師所譯，皆由香港大學出版社出版。
2019年1月12日，余叔韶離世，享年96歲。

## 家庭
余叔韶生前已婚，四女楊余夏卿是香港室內設計師和攝影師，亦是楊鐵樑的媳婦。